# Демокрит (Веласкес)
«Демокрит» (исп. Demócrito; «Смеющийся Демокрит», «Географ» [El geógrafo]) — картина Диего Веласкеса, изображающая античного философа Демокрита.

## Иконография
Лопес-Рей считает «Демокрита» и «Вакха» написанными под влиянием Рубенса.

## История
Картина под № 214 фигурировала на распродаже коллекции маркиза Карпио, которая состоялась в 1692 году в Мадриде: «Портрет, размером в 1 vara, смеющегося философа со сферой, оригинал Диего Веласкеса». Единственное указание на длину (vara) видимо относится к ширине. Согласно документу, опубликованному Х. М. Пита Андраде, эта и другие картины были отданы Педро Родригесу, садовнику маркиза и маркизы Карпио, в качестве гонорара. Другой документ, недатированный, но относящийся к тому же аукциону, гласит, что они этому садовнику были проданы. Оба свидетельства хранятся в архивах Дома Альба в Мадриде.
Частичная радиография сферы и левой руки изображенного показывают, что они написаны поверх предмета, который опознается с трудом — возможно, это чаша или кубок.
Существуют 2 копии этой картины с легкими вариациями — они были сделаны до того, как Веласкес переписал «Демокрита» из предыдущей версии, т. н. «Пьяницы».
Есть версия, что для картины позировал шут Пабло де Вальядолид.